# Игуман Вићентије (Јовановић)
Вићентије (Јовановић) (живео и умро у 18. веку) био је игуман манастира Раванице и Љубостиње.

## Биографија
Најпре се помиње као раванички, а од 1770. као љубостињски игуман, који је од турских власти 1784. године скривао неколицину аустријских официра, обукавши их као манастирске слуге. Постоји писани податак да је већ тада игуман Вићентије био аустријски пензионер, и да је годишње примао 25 дуката из петроварадинске војне касе. Међутим, иако пензионисан, и даље је управљао Раваницом, а затим и Љубостињом. Такође, постоји запис да је Јовановић од аустријског цара (поново) затражио пензију. Направљен је 18. јуна 1791. године, у Илирској дворској депутацији, када су десеторица свештеника изнели своје заслуге због којих су веровали да заслужују пензију.
Наиме, Вићентије Јовановић говорио је пред комисијом о томе како је у Љубостињи од 1781. до 1788. године чувао и старао се о аустријским официрима и шпијунима. Почетком априла 1788. у Љубостињу је дошао Коча Анђелковић, који је прокламацијом позвао народ на оружје и у буну. Он је похвалио игумана Вићентија, због његове помоћи у снабдевању бораца храном, пићем и преобуком, и због подстицања братства да се активно придруже устаницима. После битке око Љубостиње исте године, Турци су из освете спалили манастир првих дана маја, а монаси су се разбежали по шуми. Вићентије и Макарије успели су да се домогну манастира Хопово у Срему. Ту су се окупили са другим монасима, те су изашли пред цара, признајући да су учествовали у Кочиној буни.
Поред Вићентија, који је једини био игуман, и његовог љубостињског сабрата Макарија, то су били и:
- Исаија (Јовановић), настојатељ Драче
- Јоаникије (Ђоровић), из Каленића
- Јосиф (Вукашиновић), из Каленића
- Спиридон (Вујановић), из Каленића
- Рафаило (Милићевић), из Вољавче
- Митрофан (Јоакимовић), из Вољавче
- Леонтије (Станојевић), из Раковице
- Дионисије (Никодимовић), из Враћевшнице